# Mistrzostwa Europy w Lekkoatletyce 1958 – skok w dal kobiet
Skok w dal kobiet był jedną z konkurencji rozgrywanych podczas VI Mistrzostw Europy w Sztokholmie. Kwalifikacje rozegrano 21 sierpnia, a finał 22 sierpnia 1958. Zwyciężczynią tej konkurencji została zawodniczka wspólnej reprezentacji Niemiec Liesel Jakobi. W rywalizacji wzięło udział szesnaście zawodniczek z ośmiu reprezentacji.

## Rekordy
| Rekord świata     | Elżbieta Krzesińska (POL) | 6,35 | Budapeszt, Węgry  | 20.08.1956 |
| Rekord Europy     | Elżbieta Krzesińska (POL) | 6,35 | Budapeszt, Węgry  | 20.08.1956 |
| Rekord mistrzostw | Jean Desforges (GBR)      | 6,04 | Berno, Szwajcaria | 26.08.1954 |

## Wyniki

### Kwalifikacje
| Miejsce | Zawodniczka        | Wynik | Uwagi |
| ------- | ------------------ | ----- | ----- |
| 1       | Marthe Dijan       | 6,13  | Q CR  |
| 2       | Maria Ciastowska   | ?     | Q     |
| 3       | Erika Fisch        | 5,95  | Q     |
| 4       | Liesel Jakobi      | 5,93  | Q     |
| 5       | Helga Hoffmann     | 5,92  | Q     |
| 6       | Zlata Rozkošná     | 5,83  | Q     |
| 7       | Nina Protczenko    | 5,78  | Q     |
| 8       | Aida Czujko        | 5,72  | Q     |
| 9       | Teresa Wieczorek   | 5,69  | Q     |
| 10      | Maria Chojnacka    | 5,68  | Q     |
| 11      | Sheila Hoskin      | 5,68  | Q     |
| 12      | Jean Whitehead     | 5,67  | Q     |
| 13      | Inga Broberg       | 5,62  | Q     |
| 14      | Walentina Litujewa | 5,61  | Q     |
| 15      | Annie Segouffin    | 5,51  |       |
| 16      | Reinelde Knapp     | 5,35  |       |

### Finał
| Miejsce | Zawodniczka        | Wynik | Uwagi |
| ------- | ------------------ | ----- | ----- |
| 1       | Liesel Jakobi      | 6,14  | CR    |
| 2       | Walentina Litujewa | 6,00  |       |
| 3       | Nina Protczenko    | 5,99  |       |
| 4       | Aida Czujko        | 5,99  |       |
| 5       | Maria Ciastowska   | 5,97  |       |
| 6       | Maria Chojnacka    | 5,97  |       |
| 7       | Helga Hoffmann     | 5,85  |       |
| 8       | Inga Broberg       | 5,85  |       |
| 9       | Jean Whitehead     | 5,84  |       |
| 10      | Marthe Dijan       | 5,83  |       |
| 11      | Zlata Rozkošná     | 5,78  |       |
| 12      | Erika Fisch        | 5,82  |       |
| 13      | Teresa Wieczorek   | 5,63  |       |
| 14      | Sheila Hoskin      | 5,56  |       |